# Umito Kirchwehm
Umito Kirchwehm (* 17. Juni 2000 in Freiburg im Breisgau) ist ein deutscher Snowboarder. Er startet in der Disziplin Snowboardcross.

## Werdegang
Kirchwehm, der für den WSG Feldberg startet, nahm im Januar 2016 in Grasgehren erstmals am Europacup teil und belegte dabei den 77. Platz. Bei den Juniorenweltmeisterschaften 2017 in Klínovec errang er den 28. Platz und bei den Juniorenweltmeisterschaften 2018 in Cardrona den 20. Platz. Sein Debüt im Snowboard-Weltcup hatte er im März 2018 in Veysonnaz, welches er auf dem 62. Platz beendete. Bei den Juniorenweltmeisterschaften 2019 in Reiteralm fuhr er auf den 15. Platz im Einzel und auf den sechsten Rang im Teamwettbewerb. In der Saison 2019/20 erreichte er zwei vierten Plätzen den 12. Platz in der Snowboardcrosswertung des Europacups. Bei den Snowboard-Weltmeisterschaften im Februar 2021 in Idre belegte er den 35. Platz. Nach Platz 19 in Secret Garden zu Beginn der Saison 2021/22, erreichte er in Montafon mit dem dritten Platz seine erste Podestplatzierung im Weltcup. Bei den Olympischen Winterspielen 2022 in Peking errang er den 14. Platz.

## Weltcup-Gesamtplatzierungen
| Saison  | Platz | Punkte |
| ------- | ----- | ------ |
| 2019/20 | 30.   | 424,6  |
| 2020/21 | 41.   | 14     |
| 2021/22 | 24.   | 89     |
| 2022/23 | 41.   | 25     |
| 2023/24 | 41.   | 36     |